# Nava (azienda)
Nava è stata una azienda italiana di produzione di caschi e accessori per moto. Il suo logo consisteva nelle quattro lettere della parola "nava", in caratteri corsivo di fantasia, che sormontavano una figura stilizzata, racchiusi in un quadrato smussato agli angoli. Il marchio non è più utilizzato in Italia.

## Storia
La Nava caschi - fondata da Giuseppe Nava -  nacque negli anni settanta, per la progettazione e la produzione di caschi da moto e da sci. La sua prima sede fu a Verderio Superiore al confine con Cornate.
Nei primi anni, grazie alla novità del mercato, pur condiviso con aziende quali Agv e Nolan, la produzione della Nava fu densa di nuovi prodotti di scuola italiana,  sia da gara che da turismo, con un notevole impegno sia commerciale che promozionale, e con la creazione, oltre che di nuovi disegni, anche di svariati brevetti. In campo sciistico, all'inizio degli anni ottanta, utilizzando un brevetto depositato da Antonio Faullin, la Nava presentò - nell'aprile del 1983 - un sistema di scarponi ed attacchi che superava quelli esistenti, con l'utilizzo del poliuretano in luogo del metallo e di speciali ganci. Il sistema, denominato "Nava Ski System", era proposto in due versioni: il Sansicario ed il Cortina, distribuiti anche negli Stati Uniti, ma - nonostante una campagna promozionale attuata anche tramite l'inserimento dei prodotti in alcuni film (quali Vacanze di Natale) non riscosse il successo sperato ed uscì di produzione.
Nel corso degli anni ottanta, nonostante il continuo sviluppo di prodotti sia in fibra di carbonio che in termoplastica, complice la crisi dell'intero settore, la situazione peggiorò al punto che già nel 1987 l'azienda - passata nel frattempo nelle mani di Pier Luigi Nava - entrò in crisi, preannunciando una serie di licenziamenti e provvedimenti di cassa integrazione. Per tentare di migliorare le proprie vendite, si associò al alcuni marchi di moda dell'epoca  (fra i quali la El Charro) , producendo soprattutto caschi jet firmati.
L'ultimo trasferimento avviene all'interno di un capannone in Cornate d'Adda, fra le vie Nazario Sauro e la strada privata Gramsci, ultimo sito produttivo proprio e in disuso. All'alba degli anni novanta, infatti, l'azienda aveva cessato ogni attività.

## Il marchio Nava
All'inizio degli anni 2000, il marchio fu acquisito da un soggetto terzo, e vi fu un tentativo di spostare l'attività presso gli ex capannoni della Bieffe, ma - al pari di un rilancio, avvenuto nel 2003 - questo non ebbe seguito commerciale. Il marchio risulta utilizzato per prodotti non distribuiti sul mercato italiano.

## Sponsorizzazioni
Nel corso della propria esistenza, la Nava ha sponsorizzato diverse scuderie e piloti. Dal 1977 al 1980 - il periodo maggiormente intenso - con alcuni piloti (fra cui Graziano Rossi, Marco Lucchinelli) la Nava ha sostenuto i team Olio Fiat, Marboro, Total, ed altri.
Nel tentativo di rilancio del 2003, fu chiamato come testimonial il pilota Manuel Poggiali che nel 2002 indossò in gara un modello N109.